# Ꞇ
Cette page contient des caractères spéciaux ou non latins. S’ils s’affichent mal (▯, ?, etc.), consultez la page d’aide Unicode.
Ꞇ (minuscule ꞇ), appelé T insulaire, est une lettre additionnelle qui est utilisée dans l’étude du gallois.

## Utilisation
La lettre T insulaire est utilisée par William Pryce (en) dans sa grammaire cornique Archæologia Cornu-Britannica publié en 1790.
James Bynon a utilisé le T insulaire pour représenter une consonne fricative pharyngale sourde [ħ] berbère, transcrivant le ḥā ‹ ح › de l’écriture arabe.

## Représentation informatique
Le T insulaire peut être représenté par les caractères Unicode (latin étendu D) suivants :
| formes    | représentations | chaînes de caractères | points de code | descriptions                        |
| --------- | --------------- | --------------------- | -------------- | ----------------------------------- |
| capitale  | Ꞇ               | Ꞇ                     | U+A786         | lettre majuscule latine t insulaire |
| minuscule | ꞇ               | ꞇ                     | U+A787         | lettre minuscule latine t insulaire |

## Sources
- (en) J. Bynon, « Berber nursery language », Transactions of the Philological Society, vol. 67, no 1,‎ 1968, p. 107-161 (DOI 10.1111/j.1467-968x.1968.tb01132.x)
- (en) Michael Everson, Proposal to add Latin letters and a Greek symbol to the UCS, 6 aout 2006 (lire en ligne)
- (en) William Pryce, Archæologia Cornu-Britannica, or, an Essay to Preserve the Ancient Cornish Language, Sherborne, W. Cruttwell, 1790 (lire en ligne)